# The Rising of the Shield Hero
The Rising of the Shield Hero (盾の勇者の成り上がり?, Tate no yūsha no nariagari, lett. "L'ascesa dell'eroe dello scudo") è una serie di light novel scritta da Aneko Yusagi e illustrata da Seira Minami, pubblicata da Media Factory sotto l'etichetta MF Books dal 23 agosto 2013. Un adattamento manga ha iniziato la serializzazione sulla rivista Monthly Comic Flapper sempre di Media Factory il 5 febbraio 2014, mentre la prima stagione di un adattamento anime, prodotto da Kinema Citrus, è stata trasmessa in Giappone dal 9 gennaio al 26 giugno 2019. Il 1º settembre 2019, alla Crunchyroll Expo, sono state annunciate contemporaneamente la seconda e la terza stagione della serie anime. La seconda stagione, co-prodotta da DR Movie, è andata in onda dal 6 aprile al 29 giugno 2022. Una terza stagione è stata trasmessa dal 6 ottobre al 22 dicembre 2023. Una quarta stagione viene trasmessa dal 9 luglio 2025. In Italia i diritti del manga sono stati acquistati da Edizioni BD per l'etichetta J-Pop.

## Trama
Dopo aver trovato un libro, Naofumi Iwatani, un otaku asociale e fanatico di manga e videogiochi, viene improvvisamente evocato in un universo alternativo con altre tre persone per farne i nuovi eroi del loro mondo, con il compito di salvarlo dalla distruzione dovuta all'apparizione ciclica di mostri e demoni nelle cosiddette Ondate. A ognuno di loro viene conferita un'arma leggendaria: a Naofumi viene dato lo scudo, l'arma più debole. Per questo motivo e per la sua mancanza di esperienza nei rapporti sociali, dopo tre giorni Naofumi viene tradito dagli altri eroi, derubato e falsamente accusato di aver stuprato la sua compagna di viaggio. Rimasto senza soldi e fiducia, all'Eroe dello Scudo non resta altro che iniziare la sua avventura in solitudine, pieno di odio e deciso a vendicarsi.

## Personaggi

Raphtalia, Melty, Naofumi e Filo nella serie anime

Naofumi Iwatani (岩谷 尚文?, Iwatani Naofumi)
Doppiato da: Kaito Ishikawa, Tatsuhisa Suzuki nel drama-CD (ed. giapponese), Federico Viola (ed. italiana)
Eroe dello Scudo e protagonista. Naofumi era uno studente universitario che è stato evocato da un altro mondo mentre stava leggendo un libro riguardante i quattro eroi. Fin da subito viene sottovalutato, schernito e screditato dalla maggior parte degli abitanti del mondo fantasy per il semplice fatto di essere l'Eroe che porta lo scudo e quindi l'essere del tutto privo di abilità offensive. Poco dopo essere stato evocato, viene derubato e accusato ingiustamente di stupro, per cui viene trattato alla stregua di un criminale dal re e dai suoi sottoposti. La mancanza di sostegno da parte dello stato lo ha spinto a migliorare con le proprie forze, quindi diventa in pochissimo tempo il più potente dei quattro eroi, ma gli altri tre eroi, rifiutandosi di credere che la ragione della sua forza risieda nella perseveranza e continuando a pensare che il mondo in cui sono stati evocati sia un MMORPG, credono che Naofumi stia utilizzando dei trucchi. Le false accuse e l'infamia degli altri nei suoi confronti, hanno riempito Naofumi di un odio viscerale verso chiunque lo guardi storto, arrivando a non potersi fidare più di nessuno. L'odio di cui è ricolmo diventa così potente da liberare uno dei poteri più oscuri del suo scudo: Lo scudo dell'Ira che diventa attualmente la sua arma più potente, tanto da far intimorire gli altri eroi e la principessa stessa.
Raphtalia (ラフタリア?, Rafutaria)
Doppiata da: Asami Seto, Yui Horie nel drama-CD (ed. giapponese), Francesca Bielli (ed. italiana)
Tanuki semi-umana cresciuta in un piccolo villaggio fuori Melromarc. Rimane orfana durante la prima Ondata ed è venduta dai cavalieri del Regno a un mercante di schiavi della capitale. Successivamente verrà comprata da Naofumi stesso per aiutarlo ad aumentare di livello. Sotto la guida dell'Eroe dello Scudo diventa una spadaccina abile e capace.
Filo (フィーロ?, Fīro)
Doppiata da: Rina Hidaka, Yuka Iguchi nel drama-CD (ed. giapponese), Sabrina Bonfitto (ed. italiana)
Regina Filolial. Comprata da Naofumi nel negozio di schiavi come uovo di mostro, si schiude svelando di far parte della specie chiamata Filolial, enormi uccelli usati per trainare i carri. Essendo stata allevata da un Eroe è destinata a diventare la regina della sua specie. Ha l'abilità di trasformarsi in una giovane ragazzina dotata di ali e di una forza sorprendente.
Motoyasu Kitamura (北村 元康?, Kitamura Motoyasu)
Doppiato da: Makoto Takahashi (ed. giapponese), Alessandro Germano (ed. italiana)
Eroe della Lancia e leader del gruppo. Studente universitario di ventun anni, ha una personalità calma, ma è anche il più ingenuo e manipolabile tra i 4 eroi. Donnaiolo incallito, non perde occasione di fare il galante con qualsiasi bella ragazza e di schierarsi in loro difesa anche quando non è necessario, venendo facilmente ingannato. Tra gli eroi è quello che si scontra più spesso con Naofumi. Il suo gruppo è costituito solo da ragazze che, di fatto, in combattimento si limitano a elogiarlo, senza fornirgli nessun supporto concreto. La sua ingenuità arriva al punto che quando Myne viene scoperta e condannata come criminale dalla propria madre, che fornisce anche al ragazzo prove inattaccabili della disonestà della ragazza, Motoyasu continua a incolpare Naofumi, fino a che le menzogne della ragazza non saranno svelate del tutto. Nel mondo da cui proviene, Motoyasu si rivela essere stato un dongiovanni, avendo avuto tresche amorose con svariate ragazze e di averne lasciate altrettante. Motoyasu racconta che prima di giungere nel mondo fantasy, l'ultima ragazza che aveva lasciato, lo aggredì con un coltello per vendicarsi di tutti i suoi tradimenti. Con la sua sconfitta nella saga della Tartaruga, Motoyasu, perde la totale credibilità del popolo, venendo completamente abbandonato a sé stesso. Gli sguardi diffidenti e di disprezzo della gente lo hanno reso quasi paranoico e suscettibile, al punto di rimanere nascosto sempre nell'ombra per non farsi riconoscere. La sola cosa rimasta a Motoyasu che gli fa mantenere il controllo è la ricerca dei suoi altri compagni. Naofumi, su richiesta della regina, va alla sua ricerca, gli eroi devono restare più che mai uniti, poiché la Fenice si sta per risvegliare. Impaurito da Naofumi, Motoyasu cerca di evitarlo. Cercherà di rimettersi in contatto con Stronza, ma lei ormai non lo ritiene più utile ai suoi scopi, coprendosi alle spalle di Ren. Motoyasu cade completamente in depressione. Vedendo un ballo di Filo, si riprende all'istante, accettando infine i consigli di Naofumi, iniziando ad allenarsi per diventare più forte per affrontare la Fenice. Sviluppa subito una velocità e una forza impressionante, colmando in parte le lacune che aveva. Motoyasu, libera il potere oscuro Lancia della Superbia.
Ren Amaki (天木 錬?, Amaki Ren)
Doppiato da: Yoshitsugu Matsuoka (ed. giapponese), Dario Sansalone (ed. italiana)
Eroe della Spada. Studente delle superiori di sedici anni. È un fan di MMORPG, tanto che inizialmente crede che essere entrato in uno di questi. È un ragazzo silenzioso, abituato a lavorare da solo. È il solo dei tre eroi a credere ogni tanto alle parole di Naofumi, convinto che egli non sia veramente l’essere vile indicato dalla famiglia reale ma come il resto degli Eroi lo sottovaluterà e terrà sempre a distanza. Quando Naofumi viene scagionato, sembra il più disposto a collaborare con lui, ma continua a credere di essere in un MMORPG dove Naofumi ha ottenuto i suoi poteri imbrogliando. A causa del suo atteggiamento da lupo solitario, i membri del suo gruppo sono i meno affiatati, nonostante siano molto equilibrati e lo stesso Naofumi ne riconosca le capacità. Prima di essere evocato nel mondo fantasy, Ren racconta di avere difeso un suo amico da un maniaco omicida. Viene sconfitto nella saga della Tartaruga. Come gli altri eroi perde il rispetto e la credibilità di tutto il popolo. Nella battaglia tutti i suoi compagni, hanno perso la vita. Ciò causa in Ren un terribile shock che cerca di mascherare, convincendosi che sono morti perché erano deboli rispetto a lui. Rimane nascosto nelle taverne del regno. Naofumi riesce infine a trovarlo, insistendo che solo se loro quattro saranno uniti potranno combattere la Fenice, prossima a svegliarsi. Viene manipolato da Stronza, che è riuscita in qualche modo a liberarsi del sigillo di schiavitù, mettendolo contro Naofumi. Traendolo in inganno, s'impossessa infine dei suoi soldi per poi abbandonarlo. Ren andato completamente in crisi, subisce lo stesso destino di Naofumi, venendo disprezzato e allontanato da tutti. L'odio di cui è ricolmo fa risvegliare in lui la Spada dell'Avarizia e della Gola, attualmente la spada più potente che possiede. Come con Naofumi, i poteri oscuri della spada, prendono il sopravvento su di lui. La spadaccina Eclair riesce a fermarlo prima che scateni il suo potere oscuro. Si trasferisce nel villaggio di Naofumi, iniziando ad allenarsi con la spada.
Itsuki Kawasumi (川澄 樹?, Kawasumi Itsuki)
Doppiato da: Yoshitaka Yamaya (ed. giapponese), Simone Lupinacci (ed. italiana)
Eroe dell'Arco. Studente delle superiori di diciassette anni. È una persona calma e formale, ma ha una specie di complesso del messia e una forte percezione che le sue azioni, anche se sbagliate o impulsive, siano corrette in nome della giustizia. Itsuki si mostra però anche il più superficiale ed egocentrico degli Eroi, in quanto non presta attenzione alle sue azioni, che hanno causato terribili conseguenze alla gente che ha tentato di aiutare. Infatti, Itsuki agisce con l'egoistico bisogno di essere elogiato: se prendere l'iniziativa gli farà fare la figura dell'eroe, lui interviene, ma se un'azione, anche se necessaria per il bene comune, dovesse intaccare la sua immagine, lui sarà molto restio ad agire. Il suo bisogno di fare la figura dell'eroe è talmente radicale che, quando combatte in squadra, aspetta deliberatamente che i suoi compagni siano in difficoltà per salvarli all'ultimo momento. Si dimostra anche molto poco sveglio, poiché, come Motoyasu, crede subito alle accuse contro Naofumi e, quando la Chiesa dei Tre prende il potere, si lascia manipolare e ingannare, scoprendo la verità solo dopo la sconfitta della Chiesa. I suoi compagni, per lo più persone bisognose anche loro di sentirsi superiori agli altri, lo considerano il più grande e potente degli Eroi, tanto che gli altri tre Eroi, quando incontrano i compagni di Itsuki, li considerano alla stregua di una setta per il modo in cui considerano Itsuki. Viene evocato nel mondo fantasy, poco prima che un camion dei rifiuti lo investa. Come gli altri eroi, perde nello scontro con la Tartaruga, perdendo il rispetto e la credibilità della gente, cadendo nel disonore. È l'ultimo degli eroi a essere manipolato da Stronza, facendolo partecipare a incontri clandestini per guadagnare soldi e convincendolo a usarli per liberare gli schiavi. Naofumi e Ren cercano di avvertirlo che Stronza lo sta solo usando, ma invano. Sprigiona infine il potere oscuro del suo arco, me viene fermato per volontà del suo stesso arco e di Rashia. Scopre che Stronza lo ha derubato di tutti i soldi, lasciandogli anche dei debiti. Viene portato al villaggio di Naofumi, per riprendersi e rafforzarsi, nell'imminente scontro con la Fenice.
Malty Melromarc (マルティ＝メルロマルク?, Maruti Meruromaruku)
Doppiata da: Sarah Emi Bridcutt (ed. giapponese), Jolanda Granato (ed. italiana)
Principessa del regno di Melromarc. Ha una personalità manipolatrice, infatti si unisce all'inizio a Naofumi per poi ingannarlo, rubare i suoi averi e accusarlo falsamente di aver tentato di stuprarla, per poi manipolare gli altri tre eroi per i suoi piani, con l'inconsapevole complicità del Re, suo padre, che le crede incondizionatamente. Sua madre la regina stessa l’accuserà poi pubblicamente di essere una bugiarda patologica. Quando è all'avventura per il paese si fa chiamare Myne Sophia. Odia profondamente sua sorella minore: Melty Melromarc per essere stata designata dalla loro madre come prossima erede al trono. Tale scelta fu fatta perché la regina aveva visto quanto Malty sia bugiarda, meschina e infima. Malty arriverà al punto di tentare di uccidere sua sorella Melty e far ricadere la colpa su Naofumi per avere il trono, ma che sarà poi smascherata pubblicamente. Nel manga Naofumi urla sprezzante e carico d'odio che vuole vedere lei e suo padre condannati alla pena di morte per vendicarsi di tutte le angherie subite per causa loro. La regina riesce a calmarlo facendogli cambiare idea, e che sia molto più soddisfacente dare loro una vita umiliante e priva di onore. Malty è infine privata del rango di principessa e insieme al padre viene bandita dalla famiglia. Naofumi farà cambiare per sempre il suo nome da principessa in Stronza e il nome di avventuriera in Sgualdrina. Con l'arrivo della Tartaruga, le prigioni che contenevano alcuni membri del culto dei tre eroi vengono distrutte, permettendo ad essi di scappare. Tramite il loro aiuto Stronza, riesce a liberarsi dal sigillo di schiavitù, potendo allontanarsi dal regno della madre, tornando nell'ombra ad escogitare nuovi complotti.
Melty Melromarc (メルティメルロマーク?, Meruti Meruromāku)
Doppiata da: Maaya Uchida (ed. giapponese), Giada Bonanomi (ed. italiana)
Sorella minore di Malty Melromarc. Ha un comportamento totalmente opposto a quello della sorella maggiore. Melty si mostra subito come una principessa benevola di buon cuore che cerca di usare la sua autorità per aiutare il popolo, mostrando un carattere maturo rispetto alla sua giovane età. A differenza di suo padre e di sua sorella, Melty ha una grande stima di Naofumi che è l'eroe con lo scudo dopo aver visto le sue imprese e di come si offra di aiutare la gente. Resta scioccata perché Naofumi la guarda con odio e disprezzo dopo avere scoperto la sua appartenenza alla famiglia reale e non intende più averla vicino. Melty, infatti, non sembra essersi accorta di come sua sorella Malty e suo padre abbiano umiliato e infangato il nome di Naofumi, facendo ricadere su di lui false accuse. È consapevole però che sua sorella Malty ha un comportamento meschino, infantile e calcolatore, e la odia perché la loro madre ha designato Melty come erede al trono. Intuisce infine che sua sorella Malty vuole ucciderla per avere il trono. Naofumi decide infine di proteggerla fino al ritorno della regina. Melty comprende infine l'odio di Naofumi verso la sua famiglia.
Aultcray Melromarc XXXII
Doppiato da: Yutaka Nakano (ed. giapponese), Marco Balbi (ed. italiana)
Re del regno di Melromarc. Insieme con altri consiglieri e nobili ha attuato l'incantesimo di evocazione per trasportare nel suo mondo i quattro eroi della profezia che avrebbero salvato il suo regno. Mostra subito avversione verso Naofumi poiché è l'eroe con lo scudo, non mostrandogli il minimo aiuto e guardandolo a malapena con sufficienza. Crede ciecamente a tutte le cose che gli dice sua figlia primogenita Malty, rifiutandosi di indagare sul possibile tentato stupro di Naofumi, nei suoi confronti. Naofumi furente, rifiutandosi di rimanere in un regno così marcio, chiede di essere riportato nel suo mondo. Benché Aultcray voglia accontentare Naofumi per liberarsi al più presto di lui, comprende di non poterlo fare poiché, una volta evocati gli eroi, non vi è possibilità farli tornare nel loro mondo, fino a quando le Ondate Dimensionali, non saranno finite, o se gli eroi non moriranno tutti e quattro, non saranno possibili evocarne altri. Naofumi sbeffeggia divertito il re e i presenti, poiché devono accettare, che senza di lui moriranno tutti. Aultcray Melromarc, sostiene e dà pieno appoggio agli altri eroi Motoyasu, Ren e Itsuki per migliorarsi e diventare più forti per quando giungeranno le ondate, mentre con la sua autorità tenta in tutti i modi di bloccare Naofumi dal diventare più forte, cosa che comunque non gli riuscirà poiché Naofumi sarà in grado di potenziarsi da solo, lontano dal suo regno. Con l'andare del tempo il rapporto fra Naofumi e Aultcray non migliora poiché, il re continua a disprezzarlo e Naofumi dal canto suo continua a insultarlo e a trattarlo come un essere patetico, pretendendo che se vuole sapere da lui ciò che ha scoperto, deve prostrarsi ai suoi piedi a implorarlo facendolo infuriare. Con il ritorno di sua moglie la regina Mirelia Q Melromarc, si scoprirà che Aultcray era solo un suo sostituto (prendendo persino il cognome della moglie), poiché il regno Melromarc, è in realtà un reame matriarcale, e Aultcray con l'assenza della moglie si è mostrato totalmente incapace a gestire il regno, avendo lasciato il popolo soffrire soprattutto per le azioni egoiste e infantili della loro figlia primogenita Malty e di non essersi concentrato a scoprire i movimenti segreti della setta della chiesa, che mirava a uccidere gli eroi e distruggere il regno. La regina lo accuserà soprattutto di avere violato leggi sacre e fondamentali dei feudi degli altri regni per l'evocazione dei Quattro Sacri Eroi, poiché essi dovevano essere evocati uno per volta con costanza, dai rispettivi feudi, poiché c'era il forte rischio che il rito non andasse a buon fine e che gli eroi rimanessero uccisi tutti e quattro durante l'evocazione. Con il ritorno della regina, Aultcray è immediatamente detronizzato e accusato di fronte al popolo per le sue incapacità e per avere umiliato ingiustamente Naofumi. Nell'anime si accenna che il forte astio di Aultcray verso Naofumi è dovuto per qualcosa che fece il precedente eroe con lo scudo alla sua famiglia. Nel manga, scoperta infine la verità, Naofumi colmo di rabbia, urla davanti a tutti i presenti di vederlo condannato alla pena di morte insieme a sua figlia Malty per vendicarsi di tutte le umiliazioni subite per causa loro. La regina, riesce a calmare Naofumi, suggerendogli che dargli una vita miserabile e priva di onore sarebbe molto più soddisfacente. Naofumi farà cambiare per sempre il suo nome di re in Spazzatura facendolo deridere da tutto il popolo. Spogliato di ogni titolo e privato di ogni cosa, Mirelia insisterà col marito che se gli è rimasto un po’ di onore di re, d'inginocchiarsi davanti a Naofumi, chiedendogli di salvare di nuovo il regno. Risentito, furibondo e umiliato, Spazzatura, inginocchiandosi chiede di dimenticare ciò che è successo e di salvare il mondo, chiamando Naofumi, Signor Eroe con lo Scudo. Dopo la saga della Tartaruga, si scoprirà che Spazzatura è uno dei Sette Eroi delle Stelle: l'Eroe del Bastone. Per lo stupore di Naofumi, la regina rivela che tempo addietro Spazzatura, affrontò un terribile nemico che voleva conquistare il mondo. Grazie alle sue enormi capacità, Spazzatura riuscì infine a sconfiggerlo, salvando oltre al suo, molti altri regni. A quei tempi Spazzatura, era una persona completamente diversa: molto saggio, altruista e clemente, e con la sua sapienza salvò interi popoli. Fu così soprannominato il più 'Saggio Re della Saggezza. A quel tempo Spazzatura aveva una sorella che amava molto, ma fu rapita da un semi-umano che la usò come passatempo, per poi ucciderla brutalmente. Tale evento spezzò Spazzatura, nel profondo e anche se riuscì a ritrovare il semi-umano e a vendicarsi, non fu più lo stesso. Ciò lo ha reso, mentalmente instabile, ossessionato dal passato, diventando l'ombra di se stesso. Questo fu il motivo che portò Spazzatura a disprezzare tutti i semi-umani. Lo shock subito, sembra avergli causato anche, un invecchiamento precoce.
Mirelia Q Melromarc (ミレリアQメロマーク?, Mireria Q meromāku)
Doppiata da: Kikuko Inoue (ed. giapponese), Luisa Ziliotto (ed. italiana)
Regina del regno di Melromarc e vera legittima sovrana poiché il suo è un reame matriarcale. È la moglie di Aultcray, e Madre di Malty e Melty Melromarc. Per buona parte della storia non si mostrerà, poiché impegnata a viaggiare negli altri regni per contrastare e fermare la setta della chiesa. Lasciando il compito di gestire il regno a suo marito Aultcray. Ciò però si rivelerà un terribile errore. Il marito Aultcray, si mostrerà completamente incapace nel gestire il regno, lasciando che la loro figlia primogenita Malty, servendosi della sua autorità di principessa, agisca egoisticamente e in modo subdolo compiendo azioni meschine rovinando la vita del popolo. A complicare ulteriormente le cose, il marito trasgredendo le sacre leggi dei feudi evoca tutti e quattro i sacri eroi per la salvezza del loro mondo, e tratta male e senza rispetto l'eroe con lo scudo, Naofumi. Ciò farà tremendamente arrabbiare i feudi e i regnanti confinanti a quello di Mirelia, ritenendo inaccettabile un simile comportamento di sovrano nei confronti di un eroe. Sapendo quanto la figlia Malty fosse meschina, subdola e calcolatrice, Mirelia Q Melromarc, la rifiuta come prossima futura regnante, designando invece, la figlia più piccola, Metly Melromarc, che si dimostra all'altezza della situazione. Risolti i problemi con gli altri regni, Mirelia, riesce a tornare per tempo aiutando Naofumi e gli altri eroi a sconfiggere la setta della chiesa guidata dal papa. Riusciti infine a incontrarsi, Mirelia Q Melromarc, inginocchiandosi di fronte a Naofumi, gli chiede perdono per tutte le umiliazioni subite, implorandogli di rimanere nel suo regno a difenderlo, promettendogli che nessuno lo tratterà più in modo tanto umiliante e meschino, ormai tutti nel regno hanno riconosciuto il valore dell'eroe con lo scudo. Naofumi accetta a patto di avere la sua vendetta. Tornata a palazzo, Mirelia Q Melromarc, spodesta all'istante suo marito Aultcray, accusandolo di incapacità, stoltezza e ignoranza, per cui ha portato il regno sull'orlo della rovina. Fatta catturare anche sua figlia primogenita Malty Melromarc, le impone un sigillo magico di schiavitù, obbligandola a dichiarare la verità, comprendendo quanto sia una bugiarda patologica, dimostrando ai presenti tutte le sue menzogne. Scoperta infine la verità, Mirelia Q Melromarc priva del loro rango Aultcray e Malty, bandendoli infine dalla famiglia. Tra il manga e l'anime, gli eventi vanno diversamente: Nell'anime Mirelia, condanna figlia e marito alla pena di morte mettendoli subito alla ghigliottina. Nonostante le loro colpe Mirelia mostra ancora affetto per loro, tanto da pugnalarsi un momento prima della loro esecuzione per salvarli. Naofumi interverrà in quel momento, decretando che dargli una vita miserabile e priva di onore è più appagante, salvando così la regina. Nel manga Mirelia Q Melromarc non mostra la minima pietà per la figlia e il marito, tanto da guardarli sprezzante, definendoli solo la spazzatura del regno. Benché Naofumi pretenda furente di vederli condannati alla pena di morte, la regina non può permetterlo poiché ciò infangherebbe ulteriormente la famiglia reale e le farebbe perdere autorità e rispetto  da parte degli altri regni. Tutta via Mirelia, riuscendo a calmare Noafumi gli propone di dare loro una vita miserabile, priva di onore e che farli strisciare come vermi sarebbe molto più appagante, dandogli infine il permesso, se lo desiderava, di torturarli nel modo che più preferiva. Noafumi tutta via, si limiterà a cambiare per sempre i loro nomi da re in Spazzatura e della principessa in Stronza e Sgualdrina, facendoli deridere da tutto il regno. Mirelia insisterà con loro che se gli è rimasto dell'onore, di inginocchiarsi e chiedere perdono all'eroe con lo scudo per salvare il loro regno. Nel manga Mirelia Q Melromarc, sembra provare qualcosa per Naofumi. Nonostante l'aspetto regale, Mirelia Q Melromarc si dimostra una grande regina guerriera e possiede enormi poteri magici.
Beloukas (ベローカス?, Berōkasu)
È il principale mercante di schiavi del regno di Melromarc. Si presenta come un omino basso e tarchiato, dall'aspetto inquietante, che indossa un frac tradizionale da direttore di circo, occhiali con una piccola catena attaccata, guanti bianchi da alchimista e un alto cappello a cilindro. Ha un piccolo baffo all'antica a manubrio e sfoggia un sorriso sinistro e onnipresente sul volto. È da lui che Naofumi compra Raphtalia per avere qualcuno con cui allenarsi all'inizio del suo viaggio. Successivamente troverà anche l'uovo di Filo. Uomo scrupoloso, opportunista e calcolatore, per Beloukas gli affari sono la cosa più importante e le questioni morali gli sono indifferenti. Come dimostrato, infatti, Beloukas tratta qualsiasi tipo di schiavi, sia umani che semi-umani. Beloukas si comporta sempre con la massima cortesia nei confronti dei suoi clienti. Parla educatamente, offre loro una valutazione onesta dei suoi prodotti e di qualsiasi "merce" che possano desiderare di vendergli, applicando prezzi ragionevoli. Rimane neutrale all'inizio nei confronti di Naofumi, poiché per lui i clienti sono identici nel mercato nero, arrivando a considerarlo il suo migliore cliente. Col tempo inizierà a stimare sempre di più Naofumi, poiché anche lui condivide che per ottenere qualcosa ci si deve sporcare le mani; dal canto suo, l'eroe dello scudo gli porta sempre nemici da vendere come schiavi, facendo impennare i suoi affari. Prova immensa gioia quando Naofumi lo guarda ferocemente, poiché Naofumi è diffidente verso chiunque e non tollera chi oserebbe ingannarlo, indicando che Beloukas ha un profondo rispetto per l'eroe con lo scudo. Affermando che Naofumi lo conosce meglio di chiunque altro. Beloukas ha altri parenti sparsi per i regni con cui mantiene i contatti per gli affari del mercato nero.

## Media

### Light novel
L'opera, scritta e ideata da Aneko Yusagi, è stata pubblicata sul sito web Shōsetsuka ni narō tra il 29 ottobre 2012 e il 28 maggio 2015. Concepita dall'autore come una serie di romanzi amatoriali, è stata poi adattata a partire dal 23 agosto 2013 in una serie di light novel con le illustrazioni di Seira Minami, e al 25 giugno 2019 sono stati pubblicati ventidue volumi da Media Factory sotto l'etichetta MF Books. In America del Nord i diritti sono stati acquistati da One Peace Books
Una serie spin-off dal titolo Yari no yūsha no yarinaoshi (槍の勇者のやり直し? lett. "La ripetizione dell'Eroe della Lancia") viene scritta da Aneko Yusagi e illustrata da Seira Minami. L'opera viene pubblicata dal 25 settembre 2017 e al 25 dicembre 2024 sono stati pubblicati cinque volumi da Media Factory sotto l'etichetta MF Books. La serie ha come protagonista Motoyasu Kitamura, l'Eroe della Lancia, il quale dopo essere stato ferito a morte in una battaglia, si sveglia nelle stesse circostanze di quando è stato convocato per la prima volta nel regno di Melromarc. In seguito scoprirà anche che la sua lancia possiede un'abilità in grado di riportarlo indietro nel tempo e che le sue statistiche non vengono azzerate quando decide di utilizzarla. Così decide di utilizzare questo potere per rivedere il sorriso di Filo, la sua Filolial preferita.
| The Rising of the Shield Hero (22 volumi) |                   |                        |
| 1                                         | 23 agosto 2013    | ISBN 978-4-04-066490-3 |
| 2                                         | 25 ottobre 2013   | ISBN 978-4-04-066049-3 |
| 3                                         | 25 dicembre 2013  | ISBN 978-4-04-066166-7 |
| 4                                         | 25 febbraio 2014  | ISBN 978-4-04-066321-0 |
| 5                                         | 25 aprile 2014    | ISBN 978-4-04-066718-8 |
| 6                                         | 25 giugno 2014    | ISBN 978-4-04-066790-4 |
| 7                                         | 25 settembre 2014 | ISBN 978-4-04-066996-0 |
| 8                                         | 25 novembre 2014  | ISBN 978-4-04-067180-2 |
| 9                                         | 23 gennaio 2015   | ISBN 978-4-04-067355-4 |
| 10                                        | 25 marzo 2015     | ISBN 978-4-04-067485-8 |
| 11                                        | 25 giugno 2015    | ISBN 978-4-04-067698-2 |
| 12                                        | 25 settembre 2015 | ISBN 978-4-04-067787-3 |
| 13                                        | 25 novembre 2015  | ISBN 978-4-04-067965-5 |
| 14                                        | 25 febbraio 2016  | ISBN 978-4-04-068121-4 |
| 15                                        | 23 settembre 2016 | ISBN 978-4-04-068638-7 |
| 16                                        | 25 gennaio 2017   | ISBN 978-4-04-069051-3 |
| 17                                        | 25 marzo 2017     | ISBN 978-4-04-069190-9 |
| 18                                        | 25 luglio 2017    | ISBN 978-4-04-069354-5 |
| 19                                        | 25 gennaio 2018   | ISBN 978-4-04-069665-2 |
| 20                                        | 25 dicembre 2018  | ISBN 978-4-04-065134-7 |
| 21                                        | 25 febbraio 2019  | ISBN 978-4-04-065546-8 |
| 22                                        | 25 giugno 2019    | ISBN 978-4-04-065839-1 |
| Yari no yūsha no yarinaoshi (5 volumi)    |                   |                        |
| 1                                         | 25 settembre 2017 | ISBN 978-4-04-069502-0 |
| 2                                         | 25 novembre 2017  | ISBN 978-4-04-069588-4 |
| 3                                         | 25 luglio 2018    | ISBN 978-4-04-069805-2 |
| 4                                         | 25 settembre 2023 | ISBN 978-4-04-682894-1 |
| 5                                         | 25 dicembre 2024  | ISBN 978-4-04-684335-7 |

### Manga

Copertina del primo volume dell'edizione italiana, raffigurante in ordine dal primo piano Naofumi Iwatani, Raphtalia e Myne Melromarc

Un adattamento manga di Aiya Kyū ha iniziato la serializzazione sulla rivista Monthly Comic Flapper di Media Factory il 5 febbraio 2014. Il primo volume tankōbon è stato pubblicato il 23 giugno 2014 e al 23 luglio 2025 ne sono stati messi in vendita in tutto ventotto. In Italia la serie è stata annunciata al Lucca Comics & Games 2015 da J-Pop e pubblicata da marzo 2016. La traduzione dei testi è curata da Sandro Cecchi, mentre il lettering è realizzato da Massimiliano Lucidi. In America del Nord i diritti sono stati acquistati sempre da One Peace Books.

#### Volumi
| 1  | 23 giugno 2014 | ISBN 978-4-04-066593-1 | 30 marzo 2016     | ISBN 978-88-6883-597-2 |
| 1  | Capitoli - 1. Convocazione reale (ロイヤル招集?, Roiyaru shōshū) - 2. False accuse (誤った告発?, Ayamatta kokuhatsu) - 3. Menù per bambini (子供用メニュー?, Kodomo-yō menyū) - 4. Il nero veltro bicefalo (黒い双頭ベルベット?, Kuroi sōtō berubetto)                                                                                    |                        |                   |                        |
| 2  | 23 ottobre 2014 | ISBN 978-4-04-066883-3 | 18 maggio 2016    | ISBN 978-88-6883-622-1 |
| 2  | Capitoli - 5. La clessidra dell'ora del drago (ドラゴンの砂時計?, Doragon no sunadokei) - 6. L'ondata di distruzione (破壊の波?, Hakai no nami) - 7. Il duello (決闘?, Kettō) - 8. Le parole che avrei voluto sentire (私が聞きたかった言葉?, Watashi ga kikitakatta kotoba)                                                              |                        |                   |                        |
| 3  | 23 marzo 2015 | ISBN 978-4-04-067294-6 | 13 luglio 2016    | ISBN 978-88-6883-623-8 |
| 3  | Capitoli - 9. Riconoscenza (感謝?, Kansha) - 10. Fuga a calci (キックするための脱出?, Kikku suru tame no dasshutsu) - 11. Filo (フィーロ?, Fīro) - 12. Lo scudo dell'ira (呪いの盾?, Noroi no tate) |                        |                   |                        |
| 4  | 19 settembre 2015 | ISBN 978-4-04-067809-2 | 14 settembre 2016 | ISBN 978-88-6883-788-4 |
| 4  | Capitoli - 13. Le fiamme dell'ira (怒りの炎?, Ikari no honō) - 14. L'amica di Filo (フィーロの友達?, Fīro no tomodachi) - 15. Per ordine diretto della corona (王冠の直接注文用?, Ōkan no chokusetsu chūmon-yō) - 16. Grow up (育つ?, Sodatsu)                                                                                            |                        |                   |                        |
| 5  | 23 gennaio 2016 | ISBN 978-4-04-067879-5 | 23 novembre 2016  | ISBN 978-88-6883-826-3 |
| 5  | Capitoli - 17. Iron Maiden (アイアンメイデン?, Aianmeiden) - 18. Addio (さようなら?, Sayōnara) - 19. Ricercati (欲しいです?, Hoshīdesu) - 20. La forza della secondogenita (第二子の強?, Dainishi no tsuyo) |                        |                   |                        |
| 6  | 23 giugno 2016 | ISBN 978-4-04-068280-8 | 22 febbraio 2017  | ISBN 978-88-6883-913-0 |
| 6  | Capitoli - 21. Incubo (悪夢?, Akumu) - 22. Il nobiluomo del passato (過去の貴族?, Kako no kizoku) - 23. Tirannodrago Rex (暴君ドラゴンレックス?, Bōkun doragonrekkusu) - 24. Il divino pennuto leggendario (伝説の羽神?, Densetsu no hane kami)                                                                                           |                        |                   |                        |
| 7  | 21 novembre 2016 | ISBN 978-4-04-068580-9 | 19 aprile 2017    | ISBN 978-88-6883-978-9 |
| 7  | Capitoli - 25. Fitoria (フィトリア?, Fitoria) - 26. Filo VS Fitoria (フィーロ vs フィトリア?, Firo vs Fitoria) - 27. Lo scontro tra lo scudo e la lancia (盾と槍の衝突?, Tate to yari no shōtotsu) - 28. Il giudizio (判断?, Handan) |                        |                   |                        |
| 8  | 22 aprile 2017 | ISBN 978-4-04-069154-1 | 26 luglio 2017    | ISBN 978-88-3275-074-4 |
| 8  | Capitoli - 29. Replica (返信?, Henshin) - 30. Wrath Shield (怒りの盾?, Ikari no tate) - 31. La regina (女王?, Joō) - 32. La resa dei conti (アカウントの収量?, Akaunto no shūryō) |                        |                   |                        |
| 9  | 23 settembre 2017 | ISBN 978-4-04-069414-6 | 17 gennaio 2018   | ISBN 978-88-3275-240-3 |
| 9  | Capitoli - 33. La riunione degli eroi (勇者の会議?, Yūsha no kaigi) - 34. Visita al sepolcro (墓所訪問?, Bosho hōmon) - 35. L'isola di Cal Mira (カルミラ島?, Karumira shima) - 36. Scontro notturno (夜の衝突?, Yoru no shōtotsu) |                        |                   |                        |
| 10 | 23 febbraio 2018 | ISBN 978-4-04-069693-5 | 11 luglio 2018    | ISBN 978-88-3275-501-5 |
| 10 | Capitoli - 37. La quotidianità sull'isola di Cal Mira (カルミラ島の日常生活?, Karumira shima no nichijō seikatsu) - 38. Il tempio sommerso (水没寺?, Suibotsu tera) - 39. Il narvalo dimensionale (次元ナルハル?, Jigen naruharu) - 40. L'Arc Berg (ラルクベルク?, Rarukuberuku)                                                          |                        |                   |                        |
| 11 | 23 luglio 2018 | ISBN 978-4-04-069973-8 | 20 marzo 2019     | ISBN 978-88-3275-691-3 |
| 11 | Capitoli - 41. L'acqua che cura l'anima (魂癒水?, Tamashī ie mizu) - 42. Il barile esplosivo di Lucol (ルコ爆樽?, Ruko baku son) - 43. La ragazza sfortunata (幸薄少女?, Shiawase usu on'nanoko) - 44. False accuse, di nuovo (冥罪再び?, Mei tsumi futatabi) - 44.5. Alle terme dell'isola di Cal Mira 5.                                |                        |                   |                        |
| 12 | 21 dicembre 2018 | ISBN 978-4-04-065347-1 | 17 luglio 2019    | ISBN 978-88-3275-926-6 |
| 12 | Capitoli - 45. I nuovi compagni (新しい仲間?, Atarashī nakama) - 46. Consulenti di combattimento (戦闘顧問?, Sentō komon) - 47. Lo stile della trasformazione impareggiabile (変幻無双流?, Hengen musō-ryū) - 48. I famigli (使い魔?, Tsukai ma)                                                                                          |                        |                   |                        |
| 13 | 23 aprile 2019 | ISBN 978-4-04-065641-0 | 13 novembre 2019  | ISBN 978-88-349-0092-5 |
| 13 | Capitoli - 49. L'anticipo (出し抜く?, Dashinuku) - 50. L'inizio (始まり?, Hajimari) - 51. Lo spirito tartaruga (霊亀?, Reiki) - 52. Il regno sopra lo spirito tartaruga (霊亀の上にある国?, Reigi no ue ni aru kuni) - 53. Il famiglio (in forma umana) dello spirito tartaruga (霊亀の使い魔（人型)?, Reigi no Tsukai ma (Hito-gata)))   |                        |                   |                        |
| 14 | 21 settembre 2019 | ISBN 978-4-04-065825-4 | 6 maggio 2020     | ISBN 978-88-349-0221-9 |
| 14 | Capitoli - 54. Lo spirito tartaruga si muove ancora (霊亀の再動?, Reigi no Sai Dō) - 55. Il tirannico spirito tartaruga (暴君霊亀?, Bōkun Reigi) - 56. Per guadagnare tempo (時間稼ぎ?, Jikan kasegi) - 57. L'esplorazione (探索?, Tansaku) - 58. I sospetti del caso dello spirito tartaruga (霊亀事件の容疑者?, Reiki jiken no yōgisha) |                        |                   |                        |
| 15 | 22 febbraio 2020 | ISBN 978-4-04-064337-3 | 23 settembre 2020 | ISBN 978-88-349-0381-0 |
| 15 | Capitoli - 59. L'eminenza grigia (黒幕?, Kuromaku) - 60. Fronte comune (共闘?, Kyōtō) - 61. La conoscenza dello spirito tartaruga (霊亀の心?, Reiki no Kokoro) - 62. Ost Hourai (オスト＝ホウライ?, Osuto Hōrai) |                        |                   |                        |
| 16 | 20 luglio 2020 | ISBN 978-4-04-064759-3 | 2 dicembre 2020   | ISBN 978-88-349-0421-3 |
| 16 | Capitoli - 63. Il labirinto infinito (無限迷宮?, Mugenmeikyū) - 64. L'eroina degli strumenti da caccia (狩猟具の勇者?, Shuryōgu no yūsha) - 65. La fuga (脱出?, Dasshutsu) - 66. Raphtalia (ラフタリア?, Rafutaria) - 66.5. |                        |                   |                        |
| 17 | 21 novembre 2020 | ISBN 978-4-04-065973-2 | 28 aprile 2021    | ISBN 978-88-349-0601-9 |
| 17 | Capitoli - 67. Provare per credere (実演販売?, Jitsuen hanbai) - 68. Il feng shui del ritorno (帰路の龍脈?, Kiro no ryūmyaku) - 69. Il ritorno dell'eroina degli strumenti da caccia (狩猟具の勇者の帰宅?, Shuryōgu no yūsha no kitaku) - 70. Shikigami (式神?, Shikigami) - 70.5.                                                        |                        |                   |                        |
| 18 | 23 marzo 2021 | ISBN 978-4-04-680287-3 | 25 agosto 2021    | ISBN 978-88-349-0731-3 |
| 18 | Capitoli - 71. Il salvataggio della ragazza angelo (天女救出作戦?, Ten'nyo kyūshutsu sakusen) - 72. Hummingfeary (ハミングフェーリー?, Hamingu Fērī) - 73. Incontrarsi di nuovo (再会?, Saikai) - 74. La scelta della spada (刀の選定?, Katana no sentei)                                                                                 |                        |                   |                        |
| 19 | 22 settembre 2021 | ISBN 978-4-04-680728-1 | 6 aprile 2022     | ISBN 978-88-349-0893-8 |
| 19 | Capitoli - 75. (狩猟具の勇者の技能?, Shuryōgu no yūsha no ginō) - 76. (異世界の波?, Isekai no nami) - 77. (戦争の火種?, Sensō no hidane) - 78. (猪のような襲撃者?, Inoshishi no yōna shūgeki-sha) |                        |                   |                        |
| 20 | 22 febbraio 2022 | ISBN 978-4-04-681047-2 | 5 ottobre 2022    | ISBN 978-88-349-1180-8 |
| 20 | Capitoli - 79. (条件付きの同行?, Jōken-tsuki no dōkō) - 80. (改造された者たち?, Kaizō sa reta-sha-tachi) - 81. (抗う心?, Aragau kokoro) - 82. (キョウの狙い?, Kyō no nerai) - 83. (霧の森?, Kiri no mori) |                        |                   |                        |
| 21 | 22 giugno 2022 | ISBN 978-4-04-681452-4 | 5 aprile 2023     | ISBN 978-88-349-1960-6 |
| 21 | Capitoli - 84. (キョウの研究所?, Kyō no kenkyūjo) - 85. (ディメションウェーブ?, Dimenshon Uēbu) - 86. (サクリファイス・オーラ?, Sakurifaisu Ōra) - 87. (代償の力?, Daishō no chikara) - 88. (戦いの終わり?, Tatakai no owari) |                        |                   |                        |
| 22 | 22 dicembre 2022 | ISBN 978-4-04-681984-0 | 31 ottobre 2023   | ISBN 978-88-349-1285-0 |
| 22 | Capitoli - 89. (盾の勇者の帰還?, Tate no yūsha no kikan) - 90. (セーアエット領?, Sēaetto-ryō) - 91. (餌付け?, Edzuke) - 92. (海の男女?, Umi no danjo) |                        |                   |                        |
| 23 | 22 giugno 2023 | ISBN 978-4-04-682516-2 | 17 aprile 2024    | ISBN 978-88-349-2550-8 |
| 23 | Capitoli - 93. (ゼルトブル?, Zerutoburu) - 94. (デパート?, Depāto) - 95. (闇のコロシアム?, Yami no Koroshiamu) - 96. (襲撃と陰謀?, Shūgeki to inbō) |                        |                   |                        |
| 24 | 22 novembre 2023 | ISBN 978-4-04-683042-5 | 16 ottobre 2024   | ISBN 978-88-349-2952-0 |
| 24 | Capitoli - 97. (ナディア?, Nadia) - 98. (獣人化?, Jūjinka) - 99. (エキシビジョンマッチ?, Ekishibijon Matchi) - 100. (闇の権力?, Yami no kenryoku) |                        |                   |                        |
| 25 | 23 aprile 2024 | ISBN 978-4-04-683504-8 | 19 febbraio 2025  | ISBN 978-88-349-3233-9 |
| 25 | Capitoli - 101. (神木の薬?, Shinboku no kusuri) - 102. (盾を守る盾?, Tate o mamoru tate) - 103. (クズとハクコ?, Kuzu to Hakuko) - 104. (槍の勇者捕縛計画?, Yari no yūsha hobaku keikaku) |                        |                   |                        |
| 26 | 22 ottobre 2024 | ISBN 978-4-04-684073-8 | 23 luglio 2025    | ISBN 978-88-349-3571-2 |
| 26 | Capitoli - 105. (ゲームが終わった日?, Gēmu ga owatta hi) - 106. (ヴィッチ?, Vitchi) - 107. (新たな目覚め?, Aratana mezame) - 108. (ふんどし犬?, Fundoshi inu) |                        |                   |                        |
| 27 | 21 febbraio 2025 | ISBN 978-4-04-684489-7 | —                 | —                      |
| 27 | Capitoli - 109. (襲撃?, Shūgeki) - 110. (正式依頼?, Seishiki irai) - 111. (仮面の男?, Kamen no otoko) - 112. (異世界侵略のメリット?, Isekai shinryaku no meritto) |                        |                   |                        |
| 28 | 23 luglio 2025 | ISBN 978-4-04-684916-8 | —                 | —                      |
| 28 | Capitoli - 113. (テンプテーション?, Tenputēshon) - 114. (閃光?, Senkō) - 115. (剣の勇者との和解?, Ken no yūsha to no wakai) - 116. (盾の勇者の朝?, Tate no yūsha no asa) |                        |                   |                        |

##### Capitoli non ancora in formato tankōbon
Questa lista è suscettibile di variazioni e potrebbe essere incompleta o non aggiornata.

- 117.  (錬金術師?, Renkinjutsushi)

#### Spin-off
Un adattamento manga di Yari no yūsha no yarinaoshi disegnato da Neet è stato serializzato sul sito web ComicWalker di Media Factory dal 21 agosto 2017 al 26 gennaio 2023. Il primo volume tankōbon è stato pubblicato il 22 dicembre 2017 e al 23 marzo 2023 ne sono stati messi in vendita in tutto undici.
| Nº | Data di prima pubblicazione | Data di prima pubblicazione                                                              | Data di prima pubblicazione |
| Nº | Giapponese                  | Giapponese                                                                               |                             |
| -- | --------------------------- | ---------------------------------------------------------------------------------------- | --------------------------- |
| 1  | 22 dicembre 2017            | ISBN 978-4-04-069525-9                                                                   |                             |
| 2  | 22 marzo 2018               | ISBN 978-4-04-069781-9                                                                   |                             |
| 3  | 21 dicembre 2018            | ISBN 978-4-04-065341-9                                                                   |                             |
| 4  | 22 marzo 2019               | ISBN 978-4-04-065603-8                                                                   |                             |
| 5  | 23 agosto 2019              | ISBN 978-4-04-065848-3 (ed. regolare) ISBN 978-4-04-065849-0 (ed. limitata con drama-CD) |                             |
| 6  | 22 febbraio 2020            | ISBN 978-4-04-064355-7                                                                   |                             |
| 7  | 21 novembre 2020            | ISBN 978-4-04-065961-9                                                                   |                             |
| 8  | 21 settembre 2021           | ISBN 978-4-04-680478-5                                                                   |                             |
| 9  | 21 febbraio 2022            | ISBN 978-4-04-680872-1                                                                   |                             |
| 10 | 20 agosto 2022              | ISBN 978-4-04-681525-5                                                                   |                             |
| 11 | 23 marzo 2023               | ISBN 978-4-04-682255-0                                                                   |                             |

### Anime
Annunciato il 1º luglio 2017 da Kadokawa all'Anime Expo, un adattamento anime di venticinque episodi, prodotto da Kinema Citrus e diretto da Takao Abo, è stato trasmesso dal 9 gennaio al 26 giugno 2019. La composizione della serie è stata affidata a Keigo Koyonagi, mentre la colonna sonora è stata composta da Kevin Penkin. La sigla di apertura è RISE dei Madkid (ep. 2-12), mentre quella di chiusura è Kimi no namae (きみの名前? lett. "Il tuo nome") di Chiai Fujikawa (ep. 2-3, 5-12, 25). La seconda coppia di sigle invece è composta da FAITH dei Madkid (ep. 13-19, 22-24) in apertura e Atashi ga tonari ni iru uchi ni (あたしが隣にいるうちに? lett. "Mentre sono accanto a te") di Fujikawa (ep. 13-20, 22-24) in chiusura. Inoltre, nell'episodio 1 viene impiegato RISE dei Madkid in chiusura e nell'episodio 4 è presente l'insert song Falling Through Starlight di Asami Setō, che nella serie presta la voce al personaggio di Raphtalia. In tutto il mondo, con l'eccezione dell'Asia, gli episodi sono stati trasmessi in streaming in simulcast, anche coi sottotitoli in lingua italiana, da Crunchyroll. È una delle prime serie disponibili su Crunchyroll anche con doppiaggio italiano, il quale è stato pubblicato dal 25 luglio 2022 al 9 gennaio 2023 con cadenza settimanale.
Il 4 settembre 2020 fu annunciato al Virtual Crunchyroll Expo che la seconda stagione avrebbe debuttato nel corso del 2022. Quest'ultima, originariamente prevista per ottobre 2021, è stata trasmessa dal 6 aprile al 29 giugno 2022. Presenta un totale di 13 episodi. Masato Jinbo ha sostituito Takao Abo come regista mentre il resto dei membri dello staff hanno ripreso i rispettivi ruoli inoltre lo studio Kinema Citrus è stata a fianco da DR Movie per la produzione animata. La sigla d'apertura è Bring Back dei Madkid mentre quella di chiusura è Yuzurenai (ゆずれない?) di Chiai Fujikawa. Similmente alla prima stagione, anche questa è stata pubblicata in simulcast in versione sottotitolata su Crunchyroll in tutto il mondo, ad eccezione dell'Asia, anche coi sottotitoli in lingua italiana. Durante il Lucca Comics & Games 2024 è stato annunciato il doppiaggio italiano. Quest'ultimo è stato pubblicato il 7 gennaio 2025.
La terza stagione è diretta da Hitoshi Haga e vede il ritorno del medesimo staff della stagione precedente, con l'aggiunta di Alfredo Sirica e Natalie Jeffreys come compositori delle musiche. Quest'ultima è stata trasmessa dal 6 ottobre al 22 dicembre 2023. La sigla d'apertura è Sin dei Madkid mentre quella di chiusura è Suki ni natte wa ikenai riyū (好きになってはいけない理由?) di Chiai Fujikawa.
La quarta stagione è stata annunciata nel gennaio 2024 e viene trasmessa dal 9 luglio 2025. La sigla d'apertura è Resolution dei Madkid mentre quella di chiusura è Eien ni ikkai no (永遠に一回の?) di Chiai Fujikawa. La regia continua ad essere di Hitoshi Haga, la composizione della serie di Keigo Koyanagi, il character design di Franziska van Wulfen, Sana Komatsu e Masahiro Suwa, la colonna sonora di Kevin Penkin, Alfredo Sirica e Natalie Jeffreys.
Il doppiaggio italiano è curato da ADC Group (stagione 1) e VSI ROME (dalla stagione 2), con la sonorizzazione a cura di Red Audio Solutions, sotto la direzione di Pino Pirovano (stagione 1) e Renata Bertolas (dalla stagione 2). L'adattamento dei dialoghi dell'edizione italiana è stato effettuato da Marta Ponti, Giovanna Falletti, Valentina Maffucci, Marta Ferreri, Silvia Fornasiero, Simona Testa (stagione 1), Ezzedine Ben Nekissa (dalla stagione 2) e Anaïs Pain (stagione 2).

#### Spin-off
I personaggi principali della serie sono apparsi nella serie spin-off crossover Isekai Quartet.

### Videogiochi
Un videogioco chiamato The Rising of the Shield Hero: Relive the Animation è stato sviluppato dalla Kadokawa Corporation ed è disponibile dal 24 settembre 2019 su Steam per PC (solo per Windows). Da autunno 2019 il gioco è scaricabile in lingua originale anche per iOS e Android.

## Accoglienza

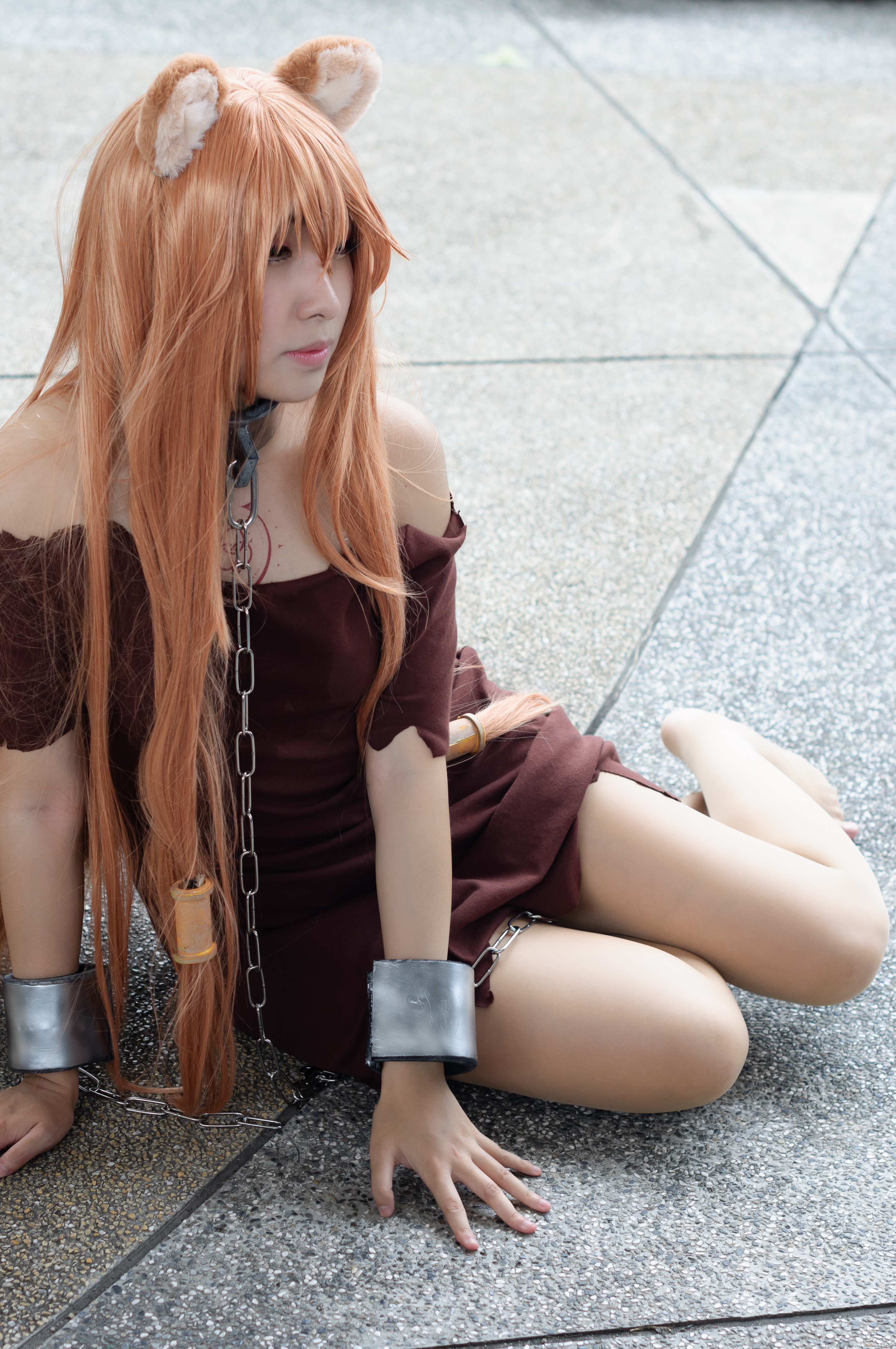
Cosplayer di Raphtalia

A dicembre 2018, la serie di light novel ha venduto oltre 3,3 milioni di copie in Giappone, mentre a gennaio 2019 il manga ha venduto 1 milione di volumi tankōbon. Ad aprile 2019, sia i romanzi sia il manga hanno venduto complessivamente 6,2 milioni di copie in madre patria, vendendo un 1,2 milione di copie in soli due mesi, grazie anche al grande successo riscosso dall'anime.
Il personaggio di Raphtalia è stato scelto come migliore ragazza ai Crunchyroll Anime Awards del 2020.